# Lista planetelor minore: 247001–248000
Aceasta este lista planetelor minore cu numerele 247001–248000.

## 247001–247100
| Denumire | Denumire provizorie | Data descoperirii  | Locul descoperirii  | Descoperitor(i)        |
| -------- | ------------------- | ------------------ | ------------------- | ---------------------- |
| 247001 – | 1999 VL60           | 4 noiembrie 1999   | Socorro             | LINEAR                 |
| 247005 – | 1999 VQ120          | 4 noiembrie 1999   | Kitt Peak           | Spacewatch             |
| 247007 – | 1999 VG144          | 11 noiembrie 1999  | Catalina            | CSS                    |
| 247012 – | 1999 VL192          | 1 noiembrie 1999   | Anderson Mesa       | LONEOS                 |
| 247034 – | 2000 CH76           | 9 februarie 2000   | Višnjan Observatory | K. Korlević            |
| 247051 – | 2000 LZ             | 2 iunie 2000       | Ondřejov            | P. Pravec, P. Kušnirák |
| 247092 – | 2000 SD187          | 21 septembrie 2000 | Haleakala           | NEAT                   |

## 247101–247200
| Denumire | Denumire provizorie | Data descoperirii  | Locul descoperirii | Descoperitor(i)       |
| -------- | ------------------- | ------------------ | ------------------ | --------------------- |
| 247104 – | 2000 SY345          | 21 septembrie 2000 | Kitt Peak          | M. W. Buie            |
| 247112 – | 2000 UL             | 19 octombrie 2000  | Needville          | Needville             |
| 247139 – | 2000 WP104          | 27 noiembrie 2000  | Eskridge           | G. Hug                |
| 247151 – | 2000 XR44           | 8 decembrie 2000   | Bohyunsan          | Y.-B. Jeon, B.-C. Lee |
| 247170 – | 2001 BY10           | 16 ianuarie 2001   | Calar Alto         | Calar Alto            |
| 247171 – | 2001 BD15           | 21 ianuarie 2001   | Oizumi             | T. Kobayashi          |
| 247193 – | 2001 NQ3            | 13 iulie 2001      | Palomar            | NEAT                  |

## 247201–247300
| Denumire | Denumire provizorie | Data descoperirii  | Locul descoperirii | Descoperitor(i)              |
| -------- | ------------------- | ------------------ | ------------------ | ---------------------------- |
| 247201 – | 2001 OO109          | 31 iulie 2001      | Kleť               | Kleť                         |
| 247208 – | 2001 PN28           | 13 august 2001     | San Marcello       | A. Boattini, L. Tesi         |
| 247224 – | 2001 QG153          | 23 august 2001     | Desert Eagle       | W. K. Y. Yeung               |
| 247249 – | 2001 RF43           | 11 septembrie 2001 | Oakley             | Oakley                       |
| 247264 – | 2001 SW8            | 19 septembrie 2001 | Fountain Hills     | C. W. Juels, P. R. Holvorcem |

## 247301–247400
| Denumire | Denumire provizorie | Data descoperirii | Locul descoperirii | Descoperitor(i) |
| -------- | ------------------- | ----------------- | ------------------ | --------------- |
| 247324 – | 2001 TT248          | 14 octombrie 2001 | Apache Point       | SDSS            |

## 247401–247500
| Denumire | Denumire provizorie | Data descoperirii | Locul descoperirii | Descoperitor(i)            |
| -------- | ------------------- | ----------------- | ------------------ | -------------------------- |
| 247433 – | 2002 DX2            | 21 februarie 2002 | Desert Moon        | B. L. Stevens              |
| 247436 – | 2002 ES3            | 10 martie 2002    | Cima Ekar          | Asiago-DLR Asteroid Survey |
| 247473 – | 2002 JZ67           | 12 mai 2002       | Reedy Creek        | J. Broughton               |

## 247501–247600
| Denumire          | Denumire provizorie | Data descoperirii | Locul descoperirii | Descoperitor(i) |
| ----------------- | ------------------- | ----------------- | ------------------ | --------------- |
| 247542 –          | 2002 RP117          | 8 septembrie 2002 | Piszkéstető        | Piszkéstető     |
| 247553 Berndpauli | 2002 RV234          | 8 septembrie 2002 | Haleakala          | R. Matson       |
| 247588 –          | 2002 TW92           | 2 octombrie 2002  | Emerald Lane       | L. Ball         |

## 247601–247700
| Denumire       | Denumire provizorie | Data descoperirii | Locul descoperirii | Descoperitor(i) |
| -------------- | ------------------- | ----------------- | ------------------ | --------------- |
| 247617 –       | 2002 TP303          | 5 octombrie 2002  | Palomar            | K. Černis       |
| 247646 –       | 2002 VJ131          | 13 noiembrie 2002 | Kingsnake          | J. V. McClusky  |
| 247652 Hajossy | 2002 WO21           | 26 noiembrie 2002 | Palomar            | NEAT            |

## 247701–247800
| Denumire | Denumire provizorie | Data descoperirii | Locul descoperirii | Descoperitor(i) |
| -------- | ------------------- | ----------------- | ------------------ | --------------- |
| 247705 – | 2003 CF24           | 4 februarie 2003  | La Silla           | C. Barbieri     |
| 247707 – | 2003 DA7            | 23 februarie 2003 | Campo Imperatore   | CINEOS          |
| 247709 – | 2003 EV1            | 4 martie 2003     | Saint-Véran        | Saint-Véran     |
| 247715 – | 2003 FT1            | 24 martie 2003    | Črni Vrh           | H. Mikuž        |
| 247727 – | 2003 GC21           | 4 aprilie 2003    | Uccle              | Uccle           |
| 247730 – | 2003 GK51           | 7 aprilie 2003    | Bergisch Gladbach  | W. Bickel       |
| 247742   | 2003 LJ6            | 8 iunie 2003      | Siding Spring      | R. H. McNaught  |

## 247801–247900
| Denumire | Denumire provizorie | Data descoperirii  | Locul descoperirii | Descoperitor(i) |
| -------- | ------------------- | ------------------ | ------------------ | --------------- |
| 247812 – | 2003 SB124          | 18 septembrie 2003 | Goodricke-Pigott   | R. A. Tucker    |
| 247821 – | 2003 SN170          | 22 septembrie 2003 | Uccle              | T. Pauwels      |